# Municipio de Mullen (Dakota del Sur)
El municipio de Mullen (en inglés: Mullen Township) es un municipio ubicado en el condado de Jones en el estado estadounidense de Dakota del Sur. En el año 2010 tenía una población de 13 habitantes y una densidad poblacional de 0,14 personas por km².

## Geografía
El municipio de Mullen se encuentra ubicado en las coordenadas 43°46′33″N 100°45′34″O / 43.77583, -100.75944. Según la Oficina del Censo de los Estados Unidos, el municipio tiene una superficie total de 93.48 km², de la cual 93,48 km² corresponden a tierra firme y (0 %) 0 km² es agua.

## Demografía
Según el censo de 2010, había 13 personas residiendo en el municipio de Mullen. La densidad de población era de 0,14 hab./km². De los 13 habitantes, el municipio de Mullen estaba compuesto por el 100 % blancos. Del total de la población el 0 % eran hispanos o latinos de cualquier raza.